# Erugonia
Erugonia is een uitgestorven geslacht van tweekleppigen uit de  familie van de Myophoriidae.

## Soort
- Erugonia canyonensis Newton in Newton et al., 1987 †